# Edythe Baker

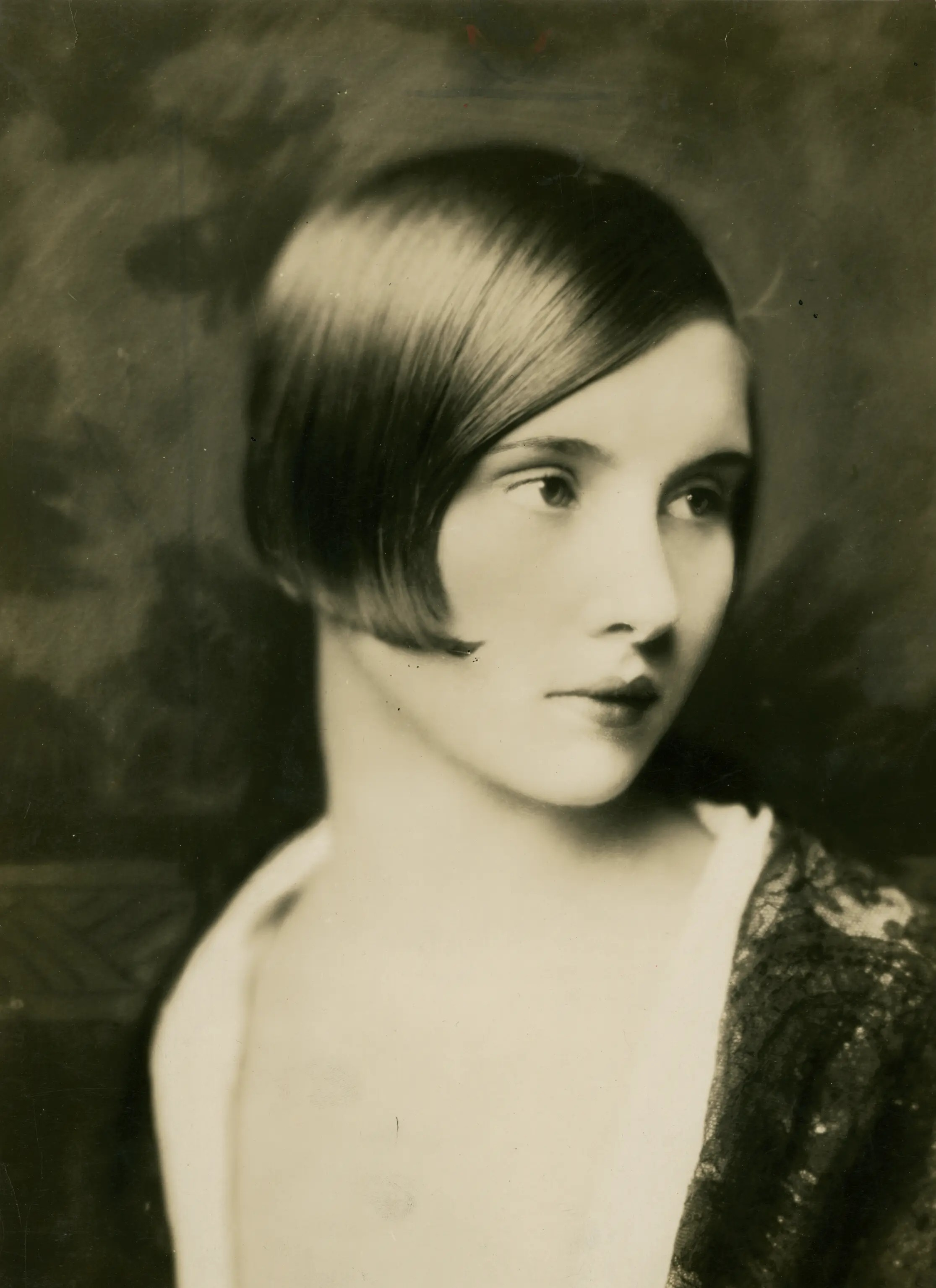
Edythe Baker (1921) - amerikanische Jazzpianistin und Tänzerin

Edythe Baker (* 25. August 1899 in Girard, Kansas; † 15. August 1971 in Orange County, Kalifornien) war eine amerikanische Jazzpianistin des frühen Jazz und Tänzerin, die vor allem durch ihre Pianorollen in Erinnerung geblieben ist.

## Leben
Baker kam nach einer Pianoausbildung in Kansas City 1919 nach New York City, wo sie im Vaudeville-Bereich als Pianistin auftrat, um dann ab 1920 in den nächsten sechs Jahren eine Reihe von Pianorollen mit Ragtimes, Bluestiteln und zeitgenössischer Popmusik (wie Yes Sir, That’s My Baby oder Sweet Man) für die Aeolian Company einspielte. Ab 1920 trat sie auch in den Ziegfeld Follies auf und arbeitete ab 1922 als Pianistin und Tänzerin in weiteren Stücken auf dem Broadway.
1927 zog Baker nach England, wo sie in einer Revue mit Songs von Richard Rodgers und Cole Porter auftrat; dort nahm sie ihre neuen Erfolgstitel wie My Heart Stood Still auf Schallplatte für Columbia auf. 1928 heiratete sie Gerard D’Erlanger, den Sohn eines Bankiers, mit dem sie um die Welt reiste, bevor 1934 die Scheidung erfolgte. 1931 nahm sie 16 Titel für Decca Records auf; weitere Aufnahmen erfolgten 1933. In den nächsten Jahren machte sie mehrfach Schlagzeilen in der Presse, weil ihr angeblich mehrere Mitglieder der königlichen Familie den Hof machten. 1945 kehrte sie nach New York zurück, wo sie als Klavierlehrerin tätig war. Ihren Lebensabend verbrachte sie in Südkalifornien.
Die gute Technik und Bakers Sinn für den Swing sorgten dafür, dass ein Teil der Pianorollen auf Schallplatte wieder veröffentlicht wurde (Folkways LP, 1983). Sie komponierte auch selbst Titel wie den Dreaming Blues (1920).

## Diskografische Hinweise
- Piano Roll Artistry of Edythe Baker and Other Women

## Lexigraphische Einträge
- Paul Du Noyer: The Illustrated Encyclopedia of Music. Fulham, London: Flame Tree Publishing 2003; ISBN 1-904041-96-5.